# Jude the Obscure
Jude the Obscure (br: Judas, o Obscuro) é um romance de Thomas Hardy, que começou como um folhetim em dezembro de 1894 e foi publicado pela primeira vez em livro em 1895. É o último romance completo de Hardy. Seu protagonista, Jude Fawley, é um jovem da classe trabalhadora, um pedreiro, que sonha em se tornar um estudioso. O outro personagem principal é sua prima, Sue Bridehead, que também é seu principal interesse amoroso. O romance trata principalmente de questões de classe, educação, religião, moralidade e casamento.

## Enredo
O romance conta a história de Jude Fawley, que mora em uma vila no sul da Inglaterra (parte do condado fictício de Wessex, criado por Hardy), que deseja ser estudioso em "Christminster", uma cidade inspirada em Oxford. Quando jovem, Jude aprende de maneira autodidata grego clássico e latim em seu tempo livre, enquanto trabalhava primeiro na padaria de sua tia-avó, com a esperança de ingressar na universidade. Mas antes que ele possa tentar fazer isso, o ingênuo Jude é seduzido por Arabella Donn, uma garota local bastante grosseira, moralmente relaxada e superficial.

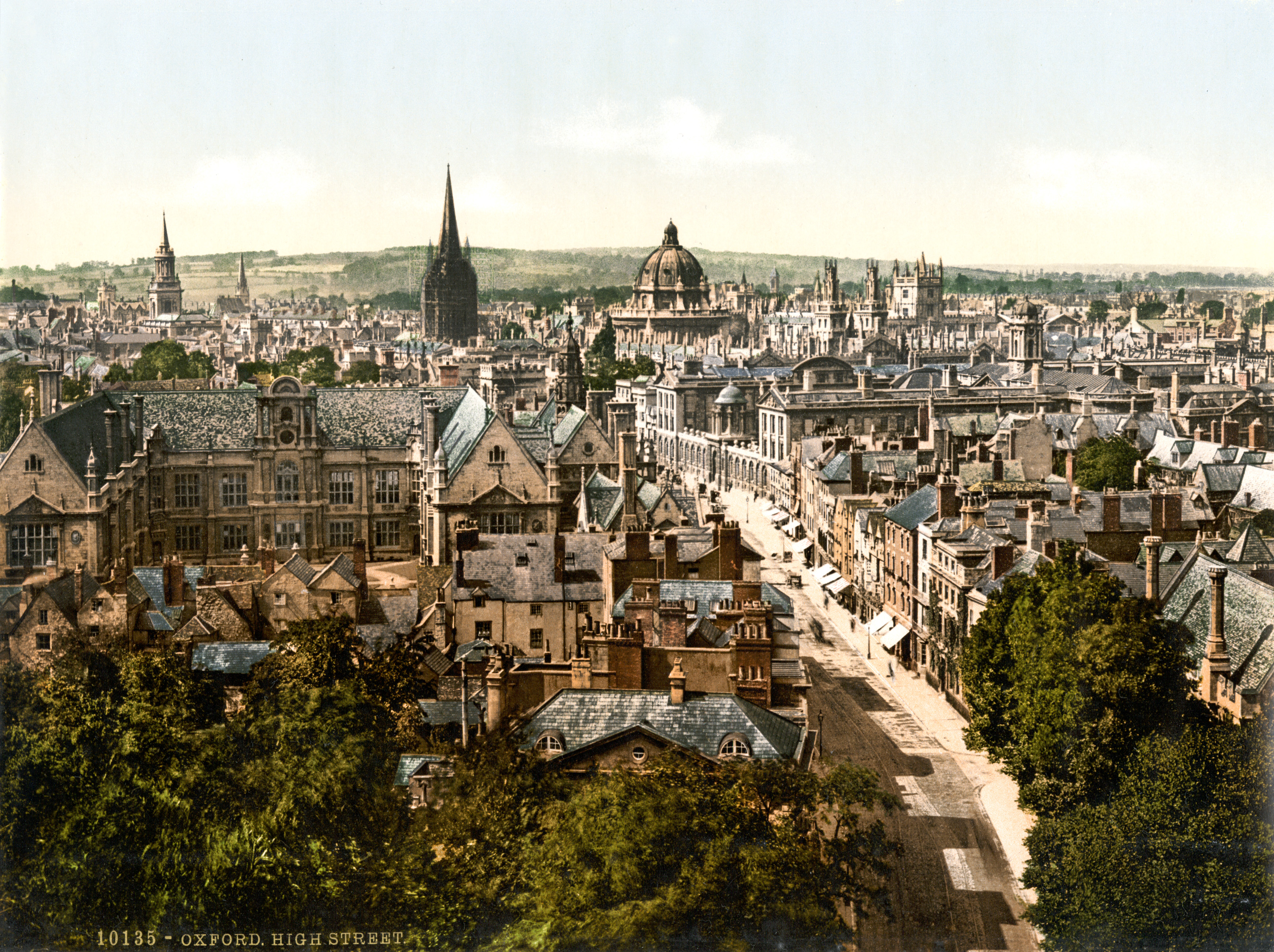
Foto da High Street, Oxford, 1890–1900

## Temas
O romance explora vários problemas sociais na Inglaterra vitoriana, especialmente aqueles relacionados às instituições do casamento, da Igreja e da educação. Esses temas são desenvolvidos principalmente pelo uso de contraste de Hardy. Por exemplo, no início de seu relacionamento, a fé cristã de Jude contrasta com o ceticismo religioso de Sue, um contraste que é ainda mais acentuado pela posterior inversão de papéis. Embora os personagens centrais representem ambas as perspectivas, o romance como um todo é firmemente crítico ao cristianismo e às instituições sociais em geral.

## Escrita
Por volta de 1887, Hardy começou a fazer anotações de uma história sobre as tentativas frustradas de um trabalhador de frequentar a universidade, talvez inspirada em parte pelo fracasso escolar e pelo suicídio de seu amigo Horace Moule. De dezembro de 1894 a novembro de 1895, uma versão reduzida do romance foi publicada na Harper's New Monthly Magazine, originalmente sob o título "The Simpletons", então "Hearts Insurgent". Em 1895, o livro foi publicado em Londres sob o seu título atual, Jude the Obscure (datado de 1896). Em seu Prefácio à primeira edição, Hardy fornece detalhes da história da concepção e da escrita do romance, alegando que certos detalhes foram inspirados pela morte de uma mulher (provavelmente sua prima, Tryphena Sparks) em 1890.

## Análises
Jude the Obscure recebeu uma recepção severa de alguns críticos escandalizados. Entre os críticos estava Walsham How, bispo de Wakefield; Hardy mais tarde afirmou que o bispo havia queimado seu livro. Foi sugerido que a crítica negativa foi a razão pela qual Hardy parou de escrever romances depois de Jude, mas o poeta C. H. Sisson descreve essa "hipótese" como "superficial e absurda".
D. H. Lawrence, um admirador de Hardy, ficou intrigado com o personagem de Sue Bridehead e tentou analisar sua sexualidade conflituosa em seu "Estudo de Thomas Hardy" em 1914.
O crítico marxista Terry Eagleton, em sua introdução a uma edição de 1974 do texto, refuta a leitura convencional do romance como "a tragédia de um menino camponês excedente", examinando o contexto social do texto e propondo-o como um conflito entre ideal e realidade.
O pesquisador, Aaron Matz, fez um estudo em que analisou todo o humor trágico e irônico embutido no livro de Thomas Hardy.

## Adaptações
O livro foi adaptado para:
- Em 1971, uma mini-série de televisão em seis partes, Jude the Obscure, dirigida por Hugh David, estrelando Robert Powell e Fiona Walker.[11]
- Em 1996, foi lançado o filme Jude dirigido por Michael Winterbottom, estrelado por Christopher Eccleston e Kate Winslet.[12]
- Em 2012, foi adaptado para um musical escrito por Ian Finley e que estreou na Burning Coal Theatre Company.[13]
- Em 2018, foi lançado um audiolivro em que o livro foi narrado por Michael Ian Black.[14]